# Liste der Orte im Neckar-Odenwald-Kreis
Die Liste der Orte im Neckar-Odenwald-Kreis listet die geographisch getrennten Orte (Ortsteile, Stadtteile, Dörfer, Weiler, Höfe, (Einzel-)Häuser) im Neckar-Odenwald-Kreis auf.
Nach Abschluss der baden-württembergischen Kreisreform von 1973 umfasst der Neckar-Odenwald-Kreis 27 Gemeinden, darunter sechs Städte (Adelsheim, Buchen (Odenwald), Mosbach, Osterburken, Ravenstein und Walldürn) und 21 sonstige Gemeinden (Aglasterhausen, Billigheim, Binau, Elztal, Fahrenbach, Hardheim, Haßmersheim, Höpfingen, Hüffenhardt, Limbach, Mudau, Neckargerach, Neckarzimmern, Neunkirchen, Obrigheim, Rosenberg, Schefflenz, Schwarzach, Seckach, Waldbrunn und Zwingenberg).
Gemessen an der Einwohnerzahl ist die Große Kreisstadt Mosbach die größte Kommune und Zwingenberg die kleinste.
Grundlage für diese Liste sind die in der Literaturquelle von Kohlhammer (1976) Das Land Baden-Württemberg. Amtliche Beschreibung nach Kreisen und Gemeinden. Band V: Regierungsbezirk Karlsruhe genannten Orte. Zusätzlich bestehende Orte, die in der grundlegenden Literaturquelle nicht genannt wurden, oder inzwischen aufgegangene Orte, die zum Zeitpunkt der Literaturquelle noch vom angrenzenden Hauptort getrennt lagen, werden üblicherweise nach der Quelle www.leo-bw.de mit zusätzlichen Einzelnachweisen erfasst.

## Systematische Liste
Alphabet der Städte und Gemeinden mit den zugehörigen Orten.

### Adelsheim
Adelsheim mit den Stadtteilen Adelsheim, Leibenstadt und Sennfeld.
- Zu Adelsheim die Stadt Adelsheim (⊙), die Orte Hergenstadt (⊙) und Wemmershof (⊙) und die Höfe Dambergerhof (auch Dammberger Hof[2]; ⊙) und Seehof (⊙).
- Zu Leibenstadt das Dorf Leibenstadt (⊙).
- Zu Sennfeld das Dorf Sennfeld (⊙), die Orte Hof Bender (aufgegangen[3]) und Roßbrunnerhof (⊙) und die Wohnplätze Hammermühle (aufgegangen[4]; ⊙) und Talmühle (⊙).

### Aglasterhausen
Aglasterhausen mit den Gemeindeteilen Aglasterhausen, Breitenbronn, Daudenzell und Michelbach.
- Zu Aglasterhausen das Dorf Aglasterhausen (⊙), der Ort Steinzeugwarenfabrik (Tongrube) (⊙, aufgegangen[5]) und die Wohnplätze Neumühle (⊙) und Weilermühle (⊙).
- Zu Breitenbronn das Dorf Breitenbronn (⊙).
- Zu Daudenzell das Dorf Daudenzell (⊙) und der Wohnplatz Zellermühle (⊙).
- Zu Michelbach das Dorf Michelbach (⊙).

### Billigheim
Billigheim mit den Gemeindeteilen Allfeld, Billigheim, Katzental, Sulzbach und Waldmühlbach.
- Zu Allfeld das Dorf Allfeld, die Orte Eichhof, Gänslacherhof, Ober Bichelbacherhof (auch Beutelhof), Schopfenhof, Se(e)lbacherhof, Unter Bichelbacherhof (vgl. Ober Bichelbacherhof), das Gehöft Assulzer(Aüßer)hof und der Wohnplatz Untere Mühle (Sägmühle).
- Zu Billigheim das Dorf Billigheim, der Weiler Schmelzenhof, der Ort „Stuhlseite, Mühle“ und der Wohnplatz Ziegelhütte.
- Zu Katzental das Dorf Katzental.
- Zu Sulzbach das Dorf Sulzbach und der Weiler Talhof.
- Zu Waldmühlbach das Dorf Waldmühlbach.

### Binau
Binau mit dem Dorf Binau (⊙) und dem Ort Bahnstation Binau u. Chem. Fabrik. (auch Binau-Siedlung; ⊙)

### Buchen
Buchen (Odenwald) mit den Stadtteilen Bödigheim, Buchen (Odenwald), Eberstadt, Einbach, Götzingen, Hainstadt, Hettigenbeuern, Hettingen, Hollerbach, Oberneudorf, Rinschheim, Stürzenhardt, Unterneudorf und Waldhausen.
- Zu Bödigheim das Dorf Bödigheim (⊙), die Höfe Faustenhof (⊙), Griechelternhöfe (⊙), Roßhof (⊙) und Sechelseehöfe (⊙) und die Wohnplätze Sägmühle (⊙) und Siedlungshöfe Hohlenstein[7] (⊙).
- Zu Buchen (Odenwald) die Stadt Buchen (Odenwald) (⊙), die Wohnplätze Am Weidenbaum[8] (⊙), Hainstadter Mühle[9] (⊙), Mittelmühle[10] (⊙) und Siedlung Am Kaltenberg[11] (⊙):
- Zu Eberstadt das Dorf Eberstadt (⊙).
- Zu Einbach das Dorf Einbach (⊙) und das Gehöft Einbacher Mühle  (⊙).
- Zu Götzingen das Dorf Götzingen (⊙).
- Zu Hainstadt das Dorf Hainstadt (⊙) und der Wohnplatz Bahnstation Hainstadt (aufgegangen[12]).
- Zu Hettigenbeuern das Dorf Hettigenbeuern. (⊙)
- Zu Hettingen das Dorf Hettingen (⊙) und der Wohnplatz Hollerstocksiedlung[13] (⊙).
- Zu Hollerbach das Dorf Hollerbach (⊙).
- Zu Oberneudorf das Dorf Oberneudorf (⊙).
- Zu Rinschheim das Dorf Rinschheim(⊙).
- Zu Stürzenhardt das Dorf Stürzenhardt (⊙).
- Zu Unterneudorf das Dorf Unterneudorf (⊙) und der Wohnplatz Unterneudorfer Mühle (⊙).
- Zu Waldhausen das Dorf Waldhausen (⊙) und das Gehöft Glashof (⊙).

### Elztal
Elztal mit den Gemeindeteilen Auerbach, Dallau, Muckental, Neckarburken und Rittersbach.
- Zu Auerbach das Dorf Auerbach.
- Zu Dallau das Dorf Dallau, der Ort Mariental (auch Mariental, Fischzuchtanstalt[14]) und die Wohnplätze An der Trienz und Obere Mühle.
- Zu Muckental das Dorf Muckental und das Gehöft Rineck.
- Zu Neckarburken das Dorf Neckarburken.
- Zu Rittersbach das Dorf Rittersbach und der Zinken Ziegelhütte.

### Fahrenbach
Fahrenbach mit den Gemeindeteilen Fahrenbach, Robern und Trienz.
- Zu Fahrenbach das Dorf Fahrenbach und der Wohnplatz Im Trienzgrund.
- Zu Robern das Dorf Robern und der Wohnplatz Im Mühlengrund (Robernmühle).
- Zu Trienz das Dorf Trienz.

### Hardheim
Hardheim mit den Gemeindeteilen Bretzingen, Dornberg, Erfeld, Gerichtstetten, Hardheim, Rütschdorf, Schweinberg und Vollmersdorf.
- Zu Bretzingen das Dorf Bretzingen (⊙).
- Zu Dornberg das Dorf Dornberg (⊙).
- Zu Erfeld das Dorf Erfeld (⊙) und der Wohnplatz Erfelder Mühle (⊙).
- Zu Gerichtstetten das Dorf Gerichtstetten (⊙), das Gehöft Helmstheim (⊙) und der Wohnplatz Buchwaldhof (⊙).[15]
- Zu Hardheim die Dörfer Hardheim (⊙) und Rüdental (⊙), der Wohnplatz Baracken (aufgegangen[16]), das Gehöft Neumühle (⊙) und die Wohnplätze Breitenau (⊙) und Wohlfahrtsmühle (⊙).
- Zu Rütschdorf das Dorf Rütschdorf (⊙).
- Zu Schweinberg das Dorf Schweinberg (⊙).
- Zu Vollmersdorf das Dorf Vollmersdorf (⊙).

### Haßmersheim
Haßmersheim mit den Gemeindeteilen Haßmersheim, Hochhausen und Neckarmühlbach.
- Zu Haßmersheim das Dorf Haßmersheim.
- Zu Hochhausen das Dorf Hochhausen und das Gehöft Finkenhof.
- Zu Neckarmühlbach das Dorf Neckarmühlbach und die Wohnplätze Guttenberg[17] und Staustufe.

### Höpfingen
Höpfingen mit den Gemeindeteilen Höpfingen und Waldstetten.
- Zu Höpfingen das Dorf Höpfingen (⊙), der Weiler Schlempertshof (⊙), der Ort Ziegelei (⊙) und die Wohnplätze Sportplatz (⊙), Eckwaldsiedlung[18] und Hohle Eiche.[19]
- Zu Waldstetten das Dorf Waldstetten (⊙) und der Wohnplatz Fuchsenloch.[20]

### Hüffenhardt
Hüffenhardt mit den Gemeindeteilen Hüffenhardt und Kälbertshausen.
- Zu Hüffenhardt das Dorf Hüffenhardt (⊙), das Gehöft Wüsthausen (auch Wüsthäuser Hof[21]) und die Wohnplätze Hüttigsmühle, Aussiedlung Herdweg[22] und Aussiedlung Pflugsheide.[23]
- Zu Kälbertshausen das Dorf Kälbertshausen (⊙) und der Wohnplatz Aussiedlung Au.[24]

### Limbach
Limbach mit den Gemeindeteilen Balsbach, Heidersbach, Krumbach, Laudenberg, Limbach, Scheringen und Wagenschwend.
- Zu Balsbach das Dorf Balsbach.
- Zu Heidersbach das Dorf Heidersbach und der Wohnplatz Heidersbacher Mühle.
- Zu Krumbach das Dorf Krumbach und der Wohnplatz Mühle (auch Krumbacher Mühle, aufgegangen[25]).
- Zu Laudenberg das Dorf Laudenberg, der Ort Jagdhaus und der Wohnplatz Schneidemühle.
- Zu Limbach das Dorf Limbach und der Wohnplatz Limbacher Mühle.
- Zu Scheringen das Dorf Scheringen.
- Zu Wagenschwend das Dorf Wagenschwend.

### Mosbach
Mosbach mit den Stadtteilen Diedesheim, Lohrbach, Mosbach, Neckarelz, Reichenbuch und Sattelbach.
- Zu Diedesheim das Dorf Diedesheim und der Weiler Schreckhof.
- Zu Lohrbach das Dorf Lohrbach und die Wohnplätze Haus Ilse (aufgegangen[26]), Mühle, Tannenhof und Flugplatz Mosbach-Lohrbach.[27]
- Zu Mosbach die Stadt Mosbach, die Stadtteile Hammerweg und Nüstenbach, die Weiler Bergfeld und Hardhof, der Ort Johannesanstalten der Inneren Mission, das Gehöft Knopfhof und der Wohnplatz Waldstadt.[28]
- Zu Neckarelz das Dorf Neckarelz und die Wohnplätze Kaserne[29] und Waldsteige.[30]
- Zu Reichenbuch das Dorf Reichenbuch.
- Zu Sattelbach das Dorf Sattelbach.

### Mudau
Mudau mit den Gemeindeteilen Donebach, Langenelz, Mörschenhardt, Mudau, Reisenbach, Rumpfen, Scheidental, Schloßau und Steinbach.
- Zu Donebach das Dorf Donebach und die Hofreihe Ünglert (z. T. zur Gemarkung Steinbach).
- Zu Langenelz das Dorf Langenelz mit den Wohnplätzen Unterlangenelz,[31] Mittellangenelz[32] und Oberlangenelz.[33]
- Zu Mörschenhardt das Dorf Mörschenhardt, der Weiler Ernsttal und das Schloss Waldleiningen (auch nur Waldleiningen[34]).
- Zu Mudau das Dorf Mudau, der Weiler Untermudau, der Ort Siedlung „Neue Heimat“ (aufgegangen[35]) und der Wohnplatz Neuhof (aufgegangen[36]).
- Zu Reisenbach das Dorf Reisenbach und der Weiler Reisenbacher Grund (im Bereich der Wüstung Unterferdinandsdorf,[37] die neben Mudau-Reisenbach z. T. in den Gemarkungen der Waldbrunner Ortsteile Mülben und Strümpfelbrunn lag[38]).
- Zu Rumpfen das Dorf Rumpfen.
- Zu Scheidental die Dörfer Oberscheidental und Unterscheidental.
- Zu Schloßau die Dörfer Schloßau und Auerbach (Waldauerbach[39]).
- Zu Steinbach das Dorf Steinbach und der Weiler Ünglert (z. T. zur Gemarkung Donebach).

### Neckargerach
Neckargerach mit den Gemeindeteilen Guttenbach und Neckargerach.
- Zu Guttenbach das Dorf Guttenbach (⊙) und der Wohnplatz Minneburger Ziegelei.[40]
- Zu Neckargerach das Dorf Neckargerach (⊙), der Weiler Lauerskreuz und die Wohnplätze Eisenbusch,[41] Läufertsmühle und Staustufe.

### Neckarzimmern
Neckarzimmern mit dem Dorf Neckarzimmern, den Weilern Steinbach und Stockbronn, den Orten Haus Hubert (aufgegangen), Lüfterhaus und Luttenbachtal, Burgruine und Schloss Hornberg und den Wohnplätzen Evangelisches Jugendheim, Steige und Vorm. Neubauamt.

### Neunkirchen
Neunkirchen mit den Gemeindeteilen Neckarkatzenbach und Neunkirchen.
- Zu Neckarkatzenbach das Dorf Neckarkatzenbach und der Wohnplatz Minneburger Ziegelei.
- Zu Neunkirchen das Dorf Neunkirchen und das Gehöft Leidenharterhof.

### Obrigheim
Obrigheim mit den Gemeindeteilen Asbach, Mörtelstein und Obrigheim.
- Zu Asbach das Dorf Asbach und der Wohnplatz Bahnstation Asbach (aufgegangen[43]).
- Zu Mörtelstein das Dorf Mörtelstein und die Wohnplätze Neckarhelde (aufgegangen[44]) und Technologiepark Neckar-Odenwald.[45]
- Zu Obrigheim das Dorf Obrigheim, der Ort Neuburg, das Gehöft Kirstetterhof und der Wohnplatz Kernkraftwerk.[46]

### Osterburken
Osterburken mit den Stadtteilen Bofsheim, Hemsbach, Osterburken und Schlierstadt.
- Zu Bofsheim das Dorf Bofsheim.
- Zu Hemsbach das Dorf Hemsbach.
- Zu Osterburken die Stadt Osterburken, der Ort Siedlung „Neue Heimat“ (aufgegangen[47]), das Gehöft Marienhöhe (vorm. Haide) und der Wohnplatz Talmühle.[48]
- Zu Schlierstadt das Dorf Schlierstadt und das Gehöft Seligental (Selgental).

### Ravenstein
Ravenstein mit den Stadtteilen Ballenberg, Erlenbach, Hüngheim, Merchingen, Oberwittstadt und Unterwittstadt.
- Zu Ballenberg die Stadt Ballenberg.
- Zu Erlenbach das Dorf Erlenbach.
- Zu Hüngheim das Dorf Hüngheim.
- Zu Merchingen das Dorf Merchingen, der Ort Dörnishof und die Wohnplätze Hoher Baum,[49] Im Laber[50] und Untere Mühle.
- Zu Oberwittstadt das Dorf Oberwittstadt, der Weiler Schollhof und der Wohnplatz Heckmühle.
- Zu Unterwittstadt das Dorf Unterwittstadt.

### Rosenberg
Rosenberg mit den Gemeindeteilen Bronnacker, Hirschlanden, Rosenberg und Sindolsheim.
- Zu Bronnacker das Dorf Bronnacker.
- Zu Hirschlanden das Dorf Hirschlanden.
- Zu Rosenberg das Dorf (ehem. Minderstadt) Rosenberg, der Ort Siedlung Dörrhof und die Wohnplätze Gaimühle und Talmühle.
- Zu Sindolsheim das Dorf Sindolsheim (Marktrecht) und die Siedlung Mettelheim.

### Schefflenz
Schefflenz mit den Gemeindeteilen Kleineicholzheim, Mittelschefflenz, Oberschefflenz und Unterschefflenz.
- Zu Kleineicholzheim das Dorf Kleineicholzheim und die Wohnplätze Bahnstation Eicholzheim und Eberbachhof.[51]
- Zu Mittelschefflenz das Dorf Mittelschefflenz und der Wohnplatz Hohenweide.[52]
- Zu Oberschefflenz das Dorf Oberschefflenz.
- Zu Unterschefflenz das Dorf Unterschefflenz, der Ort Am Kelchenwald und der Wohnplatz Kelchenmühle.

### Schwarzach
Schwarzach mit den Gemeindeteilen Oberschwarzach und Unterschwarzach.
- Zu Oberschwarzach das Dorf Oberschwarzach.
- Zu Unterschwarzach das Dorf Unterschwarzach und die Orte Forsthaus und Schwarzacherhof (auch Schwarzacher Hof[53]) (Erziehungs- u. Pflegeanstalt für Geistesschwache).

### Seckach
Seckach mit den Gemeindeteilen Großeicholzheim, Seckach und Zimmern.
- Zu Großeicholzheim das Dorf Großeicholzheim und die Wohnplätze Hagemühle (auch Hagenmühle[54]), Bannholzsiedlung[55] und Birksiedlung.[56]
- Zu Seckach das Dorf Seckach, der Ort Jugenddorf Klinge und der Wohnplatz Neudenauer Weg.[57]
- Zu Zimmern das Dorf Zimmern, der Weiler Waidachshof und die Orte Bahnstation (Bundesbahn) Adelsheim Nord und Hammerhof.

### Waldbrunn
Waldbrunn mit den Gemeindeteilen Mülben, Oberdielbach, Schollbrunn, Strümpfelbrunn, Waldkatzenbach und Weisbach.
- Zu Mülben das Dorf Mülben und das Jagdschloss „Max-Wilhelmshöhe, Forsthaus“.
- Zu Oberdielbach das Dorf Oberdielbach, der Ort Meisental oder „Maisental, Siedlung“[58], die Gehöfte Post[59] (untere) und Post (obere; aufgegangen[60]) sowie der Wohnplatz Kurhaus.[61]
- Zu Schollbrunn das Dorf Schollbrunn und die Wohnplätze Jagdhütte (aufgegangen[62]) und Talmühle.
- Zu Strümpfelbrunn das Dorf Strümpfelbrunn und das Gehöft Höllgrund (Oberhöllgrund).
- Zu Waldkatzenbach das Dorf Waldkatzenbach, das Gehöft Unterhöllgrund und der Wohnplatz Feriendorf.[63]
- Zu Weisbach das Dorf Weisbach und der Wohnplatz Weisbacher Mühle.

### Walldürn
Walldürn mit den Stadtteilen Altheim, Gerolzahn, Glashofen, Gottersdorf, Hornbach, Kaltenbrunn, Reinhardsachsen, Rippberg, Walldürn und Wettersdorf.
- Zu Altheim das Dorf Altheim (⊙), die Höfe Dörntal (⊙) und Kudach (⊙) und der Wohnplatz Untermühle[64] (⊙).
- Zu Gerolzahn das Dorf Gerolzahn (⊙), das Gehöft Kummershof (⊙) und der Wohnplatz Bahnstation Gerolzahn (aufgegangen[65]).
- Zu Glashofen das Dorf Glashofen (⊙) und die Waldhufensiedlung Neusaß (⊙).
- Zu Gottersdorf das Dorf Gottersdorf (⊙).
- Zu Hornbach die Dörfer Großhornbach (⊙) und Kleinhornbach (⊙).
- Zu Kaltenbrunn das Dorf Kaltenbrunn (⊙) und der Wohnplatz Spritzenmühle (⊙).
- Zu Reinhardsachsen das Dorf Reinhardsachsen (⊙).
- Zu Rippberg das Dorf Rippberg (⊙), der Ort Siedlung Waldfrieden (aufgegangen[66]; ⊙) und die Wohnplätze Linkenmühle (⊙) und Untermühle[67] (⊙).
- Zu Walldürn die Stadt Walldürn (⊙) und die Wohnplätze Im Rippberger Tal am Marsbach (Miltenberger Straße), Dritte und Vierte Mühle[68][69] (⊙), Fünfte und Sechste Mühle[70] (⊙) sowie Walkmühle (Siebte Mühle)[71] (⊙).
- Zu Wettersdorf das Dorf Wettersdorf (⊙).

### Zwingenberg
Zwingenberg mit dem Dorf Zwingenberg (⊙), der Burg „Burg Zwingenberg“ (⊙) und dem Gehöft Zwingenberger Hof (⊙).

## Alphabetische Liste
In Fettschrift erscheinen die Orte, die namengebend für die Gemeinde sind, in Kursivschrift Einzelhäuser, Häusergruppen, Burgen, Schlösser und Höfe. Zusätzliche bestehende kleine Orte nach der Quelle www.leo-bw.de werden dort in aller Regel nicht wie in der Listengrundlage nach Weiler/Siedlung/Wohnplatz usw. differenziert, sondern einheitlich als Wohnplatz klassifiziert, dieser Ortsteiltyp wird hier entsprechend kursiviert übernommen.
| - Adelsheim - Aglasterhausen - Allfeld zu Billigheim - Altheim zu Walldürn - Am Kelchenwald zu Schefflenz - An der Trienz zu Elztal - Asbach zu Obrigheim - Assulzer(Aüßer)hof zu Billigheim - Auerbach zu Elztal - Auerbach (Waldauerbach) zu Mudau - Bahnstation (Bundesbahn) Adelsheim Nord zu Seckach - Bahnstation Asbach zu Obrigheim - Bahnstation Binau u. Chem. Fabrik zu Binau - Bahnstation Eicholzheim zu Schefflenz - Bahnstation Gerolzahn zu Walldürn - Bahnstation Hainstadt zu Buchen (Odenwald) - Ballenberg zu Ravenstein - Balsbach zu Limbach - Baracken zu Hardheim - Bergfeld zu Mosbach - Billigheim - Binau - Bödigheim zu Buchen (Odenwald) - Bofsheim zu Osterburken - Breitenau zu Hardheim - Breitenbronn zu Aglasterhausen - Bronnacker zu Rosenberg - Buchen (Odenwald) - Buchwaldhof zu Hardheim - Burg Zwingenberg zu Zwingenberg - Dallau zu Elztal - Dambergerhof zu Adelsheim - Daudenzell zu Aglasterhausen - Diedesheim zu Mosbach - Donebach zu Mudau - Dornberg zu Hardheim - Dörnishof zu Ravenstein - Dörntal zu Walldürn - Eberstadt zu Buchen (Odenwald) - Eichhof zu Billigheim - Einbach zu Buchen (Odenwald) - Einbacher Mühle zu Buchen (Odenwald) - Erfeld zu Hardheim - Erfelder Mühle zu Hardheim - Erlenbach zu Ravenstein - Ernsttal zu Mudau - Evangelisches Jugendheim zu Neckarzimmern - Fahrenbach - Faustenhof zu Buchen (Odenwald) - Feriendorf zu Waldbrunn - Finkenhof zu Haßmersheim - Forsthaus zu Schwarzach - Gaimühle zu Rosenberg - Gänslacherhof zu Billigheim - Gerichtstetten zu Hardheim - Gerolzahn zu Walldürn - Glashof zu Buchen (Odenwald) - Glashofen zu Walldürn - Gottersdorf zu Walldürn - Götzingen zu Buchen (Odenwald) - Griechelternhöfe zu Buchen (Odenwald) - Großeicholzheim zu Seckach - Großhornbach zu Walldürn - Guttenbach zu Neckargerach - Guttenberg zu Haßmersheim - Hagemühle zu Seckach - Hainstadt zu Buchen (Odenwald) - Hammerhof zu Seckach - Hammermühle zu Adelsheim - Hammerweg zu Mosbach - Hardheim - Hardhof zu Mosbach - Haßmersheim - Haus Hubert zu Neckarzimmern - Haus Ilse zu Mosbach - Heckmühle zu Ravenstein - Heidersbach zu Limbach - Heidersbacher Mühle zu Limbach - Helmstheim zu Hardheim - Hemsbach zu Osterburken - Hergenstadt zu Adelsheim - Hettigenbeuern zu Buchen (Odenwald) - Hettingen zu Buchen (Odenwald) - Hirschlanden zu Rosenberg - Hochhausen zu Haßmersheim - Hof Bender zu Adelsheim - Hollerbach zu Buchen (Odenwald) - Höllgrund oder Oberhöllgrund zu Waldbrunn - Höpfingen - Hornberg zu Neckarzimmern - Hüffenhardt - Hüngheim zu Ravenstein - Hüttigsmühle zu Hüffenhardt - Im Mühlengrund (Robernmühle) zu Fahrenbach - Im Rippberger Tal am Marsbach (Miltenberger Straße) zu Walldürn - Im Trienzgrund zu Fahrenbach - Jagdhaus zu Limbach - Jagdhütte zu Waldbrunn - Johannesanstalten der Inneren Mission zu Mosbach - Jugenddorf Klinge zu Seckach - Kälbertshausen zu Hüffenhardt - Kaltenbrunn zu Walldürn - Katzental zu Billigheim - Kelchenmühle zu Schefflenz - Kirstetterhof zu Obrigheim - Kleineicholzheim zu Schefflenz - Kleinhornbach zu Walldürn - Knopfhof zu Mosbach - Krumbach zu Limbach - Kudach zu Walldürn - Kummershof zu Walldürn - Kurhaus zu Waldbrunn - Langenelz zu Mudau - Laudenberg zu Limbach - Lauerskreuz zu Neckargerach - Läufertsmühle zu Neckargerach - Leibenstadt zu Adelsheim - Leidenharterhof zu Neunkirchen - Limbach - Limbacher Mühle zu Limbach - Linkenmühle zu Walldürn - Lohrbach zu Mosbach - Lüfterhaus zu Neckarzimmern - Luttenbachtal zu Neckarzimmern - „Maisental, Siedlung“, heute eher Meisental zu Waldbrunn - Marienhöhe (vorm. Haide) zu Osterburken - Mariental zu Elztal - Max-Wilhelmshöhe, Forsthaus zu Waldbrunn - Meisental, früher vielleicht auch „Maisental, Siedlung“ zu Waldbrunn - Merchingen zu Ravenstein - Michelbach zu Aglasterhausen - Minneburger Ziegelei zu Neunkirchen - Mittelschefflenz zu Schefflenz - Mörschenhardt zu Mudau - Mörtelstein zu Obrigheim - Mosbach - Muckental zu Elztal - Mudau - Mühle zu Limbach - Mühle zu Mosbach - Mülben zu Waldbrunn | - Neckarburken zu Elztal - Neckarelz zu Mosbach - Neckargerach - Neckarhelde zu Obrigheim - Neckarkatzenbach zu Neunkirchen - Neckarmühlbach zu Haßmersheim - Neckarzimmern - Neuburg zu Obrigheim - Neumühle zu Aglasterhausen - Neumühle zu Hardheim - Neunkirchen - Neusaß zu Walldürn - Nüstenbach zu Mosbach - Ober Bichelbacherhof (auch Beutelhof) zu Billigheim - Oberdielbach zu Waldbrunn - Obere Mühle zu Elztal - Oberneudorf zu Buchen (Odenwald) - Oberschefflenz zu Schefflenz - Oberscheidental zu Mudau - Oberschwarzach zu Schwarzach - Oberwittstadt zu Ravenstein - Obrigheim - Osterburken - Post (obere u. untere) zu Waldbrunn - Reichenbuch zu Mosbach - Reinhardsachsen zu Walldürn - Reisenbach zu Mudau - Reisenbacher Grund zu Mudau - Rineck zu Elztal - Rippberg zu Walldürn - Rittersbach zu Elztal - Robern zu Fahrenbach - Rosenberg - Roßbrunnerhof zu Adelsheim - Roßhof zu Buchen (Odenwald) - Rüdental zu Hardheim - Rumpfen zu Mudau - Rütschdorf zu Hardheim - Sägmühle zu Buchen (Odenwald) - Sattelbach zu Mosbach - Scheringen zu Limbach - Schlempertshof zu Höpfingen - Schlierstadt zu Osterburken - Schlossau zu Mudau - Schmelzenhof zu Billigheim - Schneidemühle zu Limbach - Schollbrunn zu Waldbrunn - Schollhof zu Ravenstein - Schopfenhof zu Billigheim - Schreckhof zu Mosbach - Schwarzacher Hof zu Schwarzach - Schweinberg zu Hardheim - Se(e)lbacherhof zu Billigheim - Sechelseehöfe zu Buchen (Odenwald) - Seckach - Seehof zu Adelsheim - Seligental (Selgental) zu Osterburken - Sennfeld zu Adelsheim - Siedlung „Neue Heimat“ zu Mudau - Siedlung „Neue Heimat“ zu Osterburken - Siedlung Dörrhof zu Rosenberg - Siedlung Waldfrieden zu Walldürn - Sindolsheim zu Rosenberg - Sportplatz zu Höpfingen - Spritzenmühle zu Walldürn - Staustufe zu Haßmersheim - Staustufe zu Neckargerach - Steige zu Neckarzimmern - Steinbach zu Mudau - Steinbach zu Neckarzimmern - Steinzeugwarenfabrik (Tongrube) zu Aglasterhausen - Stockbronn zu Neckarzimmern - Strümpfelbrunn zu Waldbrunn - Stuhlseite, Mühle zu Billigheim - Stürzenhardt zu Buchen (Odenwald) - Sulzbach zu Billigheim - Talmühle zu Adelsheim - Talmühle zu Rosenberg - Talmühle zu Waldbrunn - Tannenhof zu Mosbach - Trienz zu Fahrenbach - Ünglert (z. T. zur Gemarkung Donebach) zu Mudau - Unter Bichelbacherhof (vgl. Ober Bichelbacherhof) zu Billigheim - Untere Mühle zu Ravenstein - Untere Mühle (Sägmühle) zu Billigheim - Unterferdinandsdorf (Reisenbachergrund) zu Mudau - Unterhöllgrund zu Waldbrunn - Untermudau zu Mudau - Untermühle zu Walldürn-Altheim - Untermühle zu Walldürn-Rippberg - Unterneudorf zu Buchen (Odenwald) - Unterneudorfer Mühle zu Buchen (Odenwald) - Unterschefflenz zu Schefflenz - Unterscheidental zu Mudau - Unterschwarzach zu Schwarzach - Unterwittstadt zu Ravenstein - Vollmersdorf zu Hardheim - Vorm. Neubauamt zu Neckarzimmern - Wagenschwend zu Limbach - Waidachshof zu Seckach - Waldhausen zu Buchen (Odenwald) - Waldkatzenbach zu Waldbrunn - Schloss Waldleiningen zu Mudau - Waldmühlbach zu Billigheim - Waldstetten zu Höpfingen - Walldürn - Weilermühle zu Aglasterhausen - Weisbach zu Waldbrunn - Weisbacher Mühle zu Waldbrunn - Wemmershof zu Adelsheim - Wettersdorf zu Walldürn - Wohlfahrtsmühle zu Hardheim - Wüsthausen zu Hüffenhardt - Zellermühle zu Aglasterhausen - Ziegelei zu Höpfingen - Ziegelhütte zu Elztal - Ziegelhütte zu Billigheim - Zimmern zu Seckach - Zwingenberg - Zwingenberger Hof zu Zwingenberg |